# 碧の香り
「碧の香り」（あおのかおり）は、牧野由依の9枚目のシングル。2010年11月10日にエピックレコードジャパンから発売された。

## 概要
エピックレコードジャパン移籍後第2弾、歌手デビュー5周年記念シングル。表題曲「碧の香り」は、テレビアニメ『ソウルイーター リピートショー』の2010年10月 - 12月までのエンディングテーマとして使用されている。
通常盤と初回生産限定盤の2種類の仕様で発売され、後者には表題曲のPV、メイキング映像に加え、『ソウルイーター リピートショー』のエンディング映像を収録したDVDが同梱されている。また、初回生産限定盤にのみ「碧の香り（TV Size）」が追加収録されている。なお、初回生産限定盤は撮りおろし2面デジパック仕様になっている。

## 収録曲

### CD

#### 初回生産限定盤
1. 碧の香り [4:40]
作詞：牧野由依、作曲・編曲：津田直士
  - テレビ東京系テレビアニメ『ソウルイーター リピートショー』2010年10月 - 12月度エンディングテーマ
2. 碧の香り（TV Size）[1:33]
3. 碧の香り（without Yui）
4. Cluster [4:39]
作詞・作曲：tetsuhiko、編曲：Sungho、tetsuhiko
5. Cluster（without Yui）

#### 通常盤
1. 碧の香り
2. Cluster
3. 碧の香り（without Yui）
4. Cluster（without Yui）

### DVD（初回生産限定盤のみ）
1. 碧の香り ビデオクリップ
2. 碧の香り メイキング映像
3. テレビアニメ『ソウルイーター リピートショー』エンディング映像

## 収録アルバム
| 曲名     | 収録アルバム       | 発売日       | 備考                  |
| -------- | ------------------ | ------------ | --------------------- |
| 碧の香り | 『ホログラフィー』 | 2011年7月6日 | 3rdオリジナルアルバム |
| Cluster  | 『ホログラフィー』 | 2011年7月6日 | 3rdオリジナルアルバム |